# Diamant de Mindanao
Erythrura coloria
Espèce
Statut de conservation UICN

 LC  : Préoccupation mineure
Le Diamant de Mindanao ou Pape de Mindanao (Erythrura coloria) est une espèce de petit passereau vivant sur l'île de Mindanao aux Philippines.

## Description
Il mesure 9 cm : c'est la plus petite espèce d'oiseau du genre Erythrura. Cet oiseau a un masque, comprenant les joues et le front bleu. Il a une tâche en forme de demi-lune de couleur rouge au niveau des oreilles, il a le croupion et la queue rouge et le reste du corps vert. Il a également de longues pattes et le bec noir. Cet oiseau a la queue courte et n'a pas de rectrice. Le mâle est plus coloré, plus vif que la femelle.

## Habitat et alimentation
Ils vivent à Mindanao, aux Philippines et, pour être plus précis, sur les versants boisés du mont Katanglad. Ils mènent une vie discrète au pied des montagnes, dans les arbres, les buissons et entre les mauvaises herbes. Le soir, ils viennent dormir sur la montagne. Ils mangent toutes sortes de graines d'herbes et de plantes. On les voit aussi souvent sur le sol où ils se nourrissent.

## Mode de vie
Ils mènent une vie très secrète. On ne les voit pas souvent mais il semble qu'ils vivent par couple ou dans une relation familiale.

## Reproduction
Ils pondent en général 2 œufs parfois un ou 3.

## Danger
Des guerres et guérillas ont lieu près de leur habitat.

## Référence
- Dupuyoo M. (2002) Diamants, Papes et Capucins. Estrildés de l'Indo-Pacifique. Jardin d'Oiseaux Tropicaux, La Londe les Maures, 240 p.